# Haus der Antoniter (Wismar)
Das  Haus der Antoniter in Wismar-Altstadt, Papenstraße 2a, wurde im Mittelalter für den Antoniter-Orden gebaut und danach vielfach umgebaut.  
Das Gebäude steht unter Denkmalschutz.

## Geschichte
In dem damals noch als Neustadt bezeichneten westlichen Teil der Altstadt befand sich für kurze Zeit in der Nähe zur Georgenkirche an der Ritterstraße (später Papenstraße) eine Niederlassung des 1191 päpstlich anerkannten Deutschen Ordens. Die Deutschherren waren hier Ende des 13. bis Anfang des 14. Jahrhunderts als Hospitalorden.
Der Antoniter-Orden war auch ein christlicher Hospitalorden. Er wurde 1095 als Laienbruderschaft in Südostfrankreich gegründet, benannt nach dem Mönch Antonius der Große (um 251–356). Der Orden breitete sich im Mittelalter in Süddeutschland aus. Bei der Christianisierung von Mecklenburg ab 1222 durch Fürst Heinrich Borwin I. wurde das Antoniterkloster Tempzin bei Brüel als Präzeptorei (Schule) und Hospital gegründet. 1438 hatte der Rat der Stadt Wismar diesen Antonitern eine Ansiedlung an der Papenstraße erlaubt. Zur Erbauung des Antoniterhofes gibt es keine schriftlichen Quellen. Mit der Reformation endete auch die Aktivitäten des Ordens. Seit dem 17. Jahrhundert ist das Haus im privaten Eigentum.
Das zweigeschossige Gebäude geht auch auf das Mittelalter zurück. Es wurde bis in das 20. Jahrhundert sehr häufig umgebaut und unterschiedlich genutzt. Bei Ausgrabungen wurde ein mittelalterlicher Mauerschacht entdeckt. Eine Sanierung fand bisher nicht statt. Im Zuge der Sanierung sollen Loftwohnungen im Obergeschoss entstehen.